# آندریاس گورسکی
آندریاس گورسکی (متولد ۱۵ ژانویه ۱۹۵۵) عکاس آلمانی و استاد مدرسه هنر دوسلدورف  آلمان است.
او به خاطر معماری فرمت بزرگ و عکس‌های رنگی منظره‌اش که اغلب از زاویه دید بالا استفاده می‌کنند، شهرت دارد. برخی آثار او به از بالاترین قیمت ها در بازار هنر در میان عکاسان زنده دست پیدا می‌کند. عکس راین II او در سال ۲۰۱۱ به قیمت ۴٫۳ میلیون دلار فروخته شد.
گورسکی با لورنتس برگس ، توماس راف و اکسل هوته در هانسالی در دوسلدورف گالری مشترکی دارد. این ساختمان، که قبلا یک ایستگاه برق بود، در سال ۲۰۰۱ توسط معماران هرتزوگ و دی مورون ، با سابقه ساخت تیت مدرن ، به یک گالری هنری و محل زندگی تبدیل شد. در سال‌های ۲۰۱۰–۲۰۱۱، معماران دوباره بر روی ساختمان کار کردند و یک گالری در زیرزمین طراحی نمودند.

## بازار هنر
بیشتر عکس‌های گورسکی در نسخه‌های شش تایی با تایید دو هنرمند ارائه می‌شوند.
از سال ۲۰۱۰، گورسکی توسط گالری گاگوسیان نمایندگی شده است. او رکورد بالاترین قیمت پرداخت شده در حراج برای یک عکس عکاسی از سال ۲۰۱۱ تا ۲۰۲۲ را داشت. چاپ Rhein II او در ۸ نوامبر ۲۰۱۱ به قیمت ۴٬۳۳۸٬۵۰۰ دلار آمریکا در کریستیز نیویورک فروخته شد  در سال ۲۰۱۳، هیئت تجارت شیکاگو III(۱۹۹۹-۲۰۰۹) با قیمت ۲٫۲ میلیون پوند فروخته شد که یک رکورد حراج برای آژانس عکس گورسکی بود.